# 吕书晶
吕书晶（韓語：여서정，2002年2月20日—），韩国女子竞技体操运动员。她曾获得2018年亚洲运动会体操比赛女子跳马金牌、2020年夏季奧林匹克運動會女子跳馬銅牌。

## 家庭
父亲吕洪哲也是体操运动员，曾經获得1996年亞特蘭大奧林匹克運動會体操比赛男子組跳马的银牌。